# 沃登贝赫
沃登贝赫（荷蘭語：Woudenberg）是荷蘭的一個市镇，位於荷蘭中部，在行政區劃上屬於烏德勒支省。沃登贝赫的西部由森林覆蓋。奧斯特里茨金字塔位於這裡。

## 外部連結
- 维基共享资源上的相關多媒體資源：沃登贝赫
- Official website